# Åfjord
Åfjord est une commune norvégienne située dans le comté de Trøndelag. Elle fait partie de la région de Fosen.

## Géographie
La commune s'étend sur 954 km2 dans le sud-ouest de la péninsule de Fosen et s'ouvre largement sur la mer de Norvège à l'ouest.
Elle comprend les villages de Årnes, son centre administratif, Bessaker, By, Harsvika, Revsnes et Roan.

## Histoire
La commune est créée le 1er janvier 1838 sous le nom d'Aafjord. Une partie de son territoire au sud est détaché le 1er janvier 1896 pour former la commune de Jøssund. À la même date, Aafjord est renommé Aa puis plus tard Å, avant de devenir Åfjord en 1934. L'ancienne commune de Stoksund est rattachée à Åfjord en 1964.
Le 1er janvier 2020, Åfjord agrandit son territoire en fusionnant avec Roan.